# 히어로 : 108

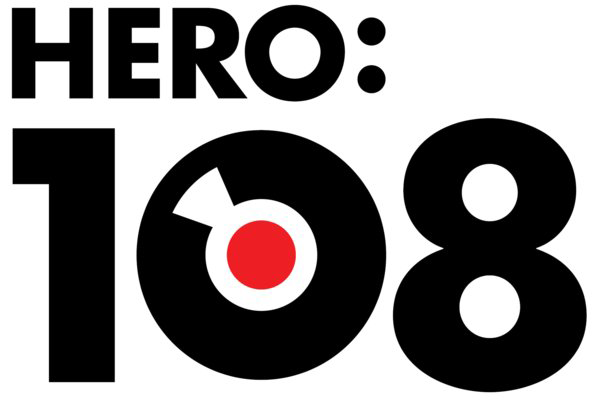

《히어로: 108》(영어: Hero: 108)는 미국-영국-캐나다-대만의 시리즈이다. 카툰 네트워크에서 방영되었다.

## 방송일
- 2010년 3월 1일 – 2012년 7월 9일

## 개요
수년 전 숨겨진 왕국에서 동물과 인간은 완벽한 조화를 이루며 살았다. 하이롤러라는 사악한 사기꾼이 도착하여 동물을 속여 인간이 적이라고 생각하게 만들었다. 에이프트루리 사령관이 빅 그린이라는 태스크 포스를 구성하여 하이롤러와 제브라 형제의 세력과 싸우면서 동물과 인간을 재결합 할 때까지 카오스는 숨겨진 왕국을 지배했다.

## 목소리 출연
- 장민혁: 린청
- 안장혁: 노핸즈
- 남도형: 마이티 레이
- 채의진: 미스틱 소냐
- 사성웅: 점피, 스파키 블랙, 우박사
- 안용욱: 몽키트룰러
- 김기흥: 트윈마스터, 스파키 화이트
- 양준건: 하이롤러